# Rotala tenella
Rotala tenella là một loài thực vật có hoa trong họ Lythraceae. Loài này được (Guill. & Perr.) Hiern miêu tả khoa học đầu tiên năm 1871.